# Делаборд, Леон
Симо́н Жозе́ф Лео́н Эмануэ́ль, маркиз де Лабо́рд, (фр. Simon Joseph Léon Emmanuel de Laborde; 15 июня 1807, Париж — 26 марта 1869, Фонтене-ан-Вексен, Эр) — французский археолог и политик.

## Биография
Леон де Лаборд был сыном Александра де Лаборда (1773—1842) и Терезы де Кабре (1780—1854). Внук арматора и финансиста Жана Делаборда.
Получив образование сначала в Париже, а потом в Гёттингенском университете, Леон в 1827 году сопровождал своего отца в его поездке на Восток. Они посетили Флоренцию, Рим,  Неаполь, Отранто, Корфу, Константинополь, Иерусалим, Александрию. Совместно с инженером Линан де Бельфоном, они исследовали долину Нила; потом побывали в Петре-Набатейской (Petrea). В 1830-33 гг. Леон издал роскошное описание части этого путешествия, под заглавием: «Voyage de l’Arabie Pétrée» (2 т.), с приложением превосходных литографий собственной работы.
После Июльской революции 1830 г. Леон де Лаборд был адъютантом Лафайета. Позднее состоял секретарем разных посольств, с 1841 г. — членом палаты депутатов, с 1842 г. — членом французского института. С 1848 по 1854 гг. служил консерватором новейшей скульптуры в Луврском музее, в 1856 г. сделан главным директором архивов Империи и, наконец, в 1868 г., сенатором. С 1837 по 1864 г. издавал описание отцовского путешествия на Восток, составившее 36 выпусков; около 400 видов различных местностей и достопримечательных памятников, вошедших в это издание, рисованы им самим с натуры и затем литографированы. Из прочих его сочинений наиболее любопытны: «История гравирования черной манерой», со множеством мастерских политипажей, резанных самим автором (1839); «Исследования по истории книгопечатания» (1840); «История культуры в Бургундии» (1849-52); «О возрождении художеств во Франции» (1850); «Об Афинах в XV, XVI и XVII ст.» и «Описание эмалей, ювелирных изделий и других драгоценных вещей, выставленных в галереях Лувра» (2 т., 1853).